# Seckington Castle
Seckington Castle är ett slott i Storbritannien.   Det ligger i grevskapet Warwickshire och riksdelen England, i den södra delen av landet, 160 km nordväst om huvudstaden London. Seckington Castle ligger 102 meter över havet.
Terrängen runt Seckington Castle är platt. Runt Seckington Castle är det tätbefolkat, med 257 invånare per kvadratkilometer. Närmaste större samhälle är Tamworth, 6,2 km sydväst om Seckington Castle. Trakten runt Seckington Castle består till största delen av jordbruksmark.